# Fredericia
Fredericia – miasto i gmina we wschodniej Jutlandii (region Dania Południowa, d. okręg Vejle Amt), Dania. Miasto jest siedzibą gminy Fredericia.
Miasto zostało założone w roku 1650 przez króla Fryderyka III. Początkowo nazwane Frederiksodde, swoją dzisiejszą zlatynizowaną nazwę otrzymało w roku 1664.
Obecnie miasto, dzięki swojemu położeniu przy moście Lillebæltsbroen łączącemu Jutlandię i Fionię, stanowi jeden z największych duńskich węzłów komunikacyjnych.
W mieście znajduje się stacja kolejowa Fredericia.
6 lipca 1849 miała tu miejsce bitwa w I wojnie o Szlezwik.

## Miasta partnerskie
- Herford, Niemcy
- Kokkola, Finlandia
- Szawle, Litwa
- Kristiansund, Norwegia
- Härnösand, Szwecja

## Osoby związane z miastem
- Patrick Hougaard, żużlowiec, ur. 23 maja 1989
- Andreas Lyager, żużlowiec, ur. 1 grudnia 1997